# Athanasios Miaoulis

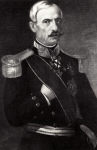
Athanasios Miaoulis

Athanasios Miaoulis (griechisch: Αθανάσιος Μιαούλης) (* 1815 in Hydra; † 7. Juni 1867 in Paris) war ein griechischer Politiker und ehemaliger Ministerpräsident.
Der Sohn des Admirals Andreas Miaoulis war Seekadett bei seinem Vater und absolvierte später die Militärakademie von München. Später war er Marineoffizier und stieg zum Adjutant von König Otto I. auf. Am 11. Oktober 1855 erfolgte seine Ernennung zum Marineminister im ersten Kabinett von Dimitrios Voulgaris.
Vom 25. November 1857 bis zum 7. Juni 1862 war er schließlich dessen Nachfolger als Ministerpräsident. Ab 1859 verfügte seine Regierung über keine Mehrheit in der Nationalversammlung (Voulí ton Ellínon). In der Folgezeit kam es zu Unruhen auf Seiten der Studentenschaft, die mit dem späteren Ministerpräsidenten Epaminondas Deligiorgis einen sehr prominenten und dynamischen Parlamentsabgeordneten erhielten. Bald darauf kam es auch zu handfesten Auseinandersetzungen zwischen Gegnern und Anhängern des Königs. Aus diesem Grund wird die Zeit der Regierung von Miaoulis in den Jahren 1861 bis 1862 als „Ministerium des Blutes“ bezeichnet.
Nach dem Sturz des Königs ging er ins Exil nach Frankreich.